# Buguruslanskij rajon
Il Buguruslanskij rajon (in russo Бугурусланский район?) è un rajon dell'Oblast' di Orenburg, nella Russia europea. Istituito nel 1928, il capoluogo è Buguruslan.